# Servidor de metall nu
A les xarxes d'ordinadors, un servidor de metall nu és un servidor d'ordinador físic que només fa servir un consumidor o llogater. Cada servidor que s'ofereix per llogar és una peça física diferent de maquinari que és un servidor funcional per si sol. No són servidors virtuals que s'executen en diverses peces de maquinari compartit.
El terme s'utilitza per distingir entre servidors que poden allotjar diversos inquilins i que utilitzen la virtualització i l'allotjament al núvol. A diferència dels servidors de metall nu, els servidors al núvol es comparteixen entre diversos inquilins. Cada servidor de metall nu pot executar qualsevol quantitat de treball per a un usuari, o tenir diversos usuaris simultanis, però estan dedicats íntegrament a l'entitat que els lloga.

## Advocacia bare-metal
Els hipervisors proporcionen una mica d'aïllament entre els inquilins, però encara pot haver-hi un efecte de veí sorollós. Si un servidor físic té diversos inquilins, els pics de càrrega d'un inquilí poden consumir prou recursos de màquina per afectar temporalment altres inquilins. Com que els llogaters estan aïllats, també és difícil gestionar-ho o equilibrar la càrrega. Els servidors de metall nu i l'arrendament únic poden evitar-ho. A més, els hipervisors proporcionen un aïllament més feble i són molt més arriscats des del punt de vista de la seguretat en comparació amb l'ús de màquines separades. Els atacants sempre han trobat vulnerabilitats en el programari d'aïllament (com els hipervisors), els canals encoberts no són pràctics de contrarestar sense màquines separades físicament i el maquinari compartit és vulnerable a defectes en els mecanismes de protecció de maquinari com ara Rowhammer, Spectre i Meltdown. Com que, una vegada més, els costos del servidor estan baixant com a proporció del cost total de propietat respecte a la seva sobrecàrrega d'administració, la solució clàssica de "llevar el maquinari al problema" torna a ser viable.

## Allotjament al núvol de metall nu
La infraestructura com a servei, especialment a través de la infraestructura com a codi, ofereix molts avantatges perquè l'allotjament sigui convenientment gestionable. La combinació de les característiques tant d'allotjament al núvol com de servidors de metall nu ofereix la majoria d'aquestes, tot i que encara transmet els avantatges de rendiment. Aquestes ofertes al núvol també s'anomenen Bare-Metal-as-a-Service (BMaaS).
Alguns servidors de núvol de metall nu poden executar un hipervisor o contenidors, per exemple, per simplificar el manteniment o proporcionar capes addicionals d'aïllament.
Tingueu en compte que la distinció entre aquests serveis i les ofertes tradicionals de servidors dedicats és la capacitat de l'usuari per subministrar infraestructures formades per diversos servidors, una xarxa complexa i una configuració d'emmagatzematge en lloc de servidors aïllats.

## Programari de núvol de metall nu
Existeixen plataformes comercials i de codi obert que permeten a les empreses crear els seus propis núvols privats de metall nu.
El programari BMaaS normalment es fa càrrec de la gestió del cicle de vida dels equips en un centre de dades (commutadors de càlcul, emmagatzematge i xarxa, tallafocs, equilibradors de càrrega i altres). Permet als operadors del centre de dades descarregar gran part del treball manual que normalment s'associa amb el desplegament de maquinari. També redueix els residus simplificant la reutilització i augmenta la seguretat mitjançant la implementació de la neteja automàtica i la segmentació automàtica entre inquilins a nivell de xarxa. El programari BMaaS s'utilitza cada cop més internament per reduir els costos associats a la gestió del cicle de vida dels equips per a empreses amb grans flotes de servidors.